# یواس‌ان‌اس میشن سن خوزه (تی-ای‌او-۱۲۵)
یواس‌ان‌اس میشن سن خوزه (تی-ای‌او-۱۲۵) (به انگلیسی: USNS Mission San Jose (T-AO-125)) یک کشتی بود که طول آن 524 ft (160 m) بود. این کشتی در سال ۱۹۴۳ ساخته شد.